# .NET
.NET è un framework libero e open source sviluppato dalla .NET Foundation sotto licenza MIT e distribuito da Microsoft per i sistemi operativi Microsoft Windows, macOS e Linux. .NET sostituisce il precedente framework proprietario denominato .NET Framework.

## Architettura
Nel 2014 Microsoft ha annunciato la distribuzione di tre componenti open source: .NET Framework Libraries, .NET Core e RyuJIT. Nel 2015 è stato reso open source anche CoreCLR. Dalla versione 5 .NET Core è stato rinominato .NET.
Anche se .NET condivide una parte delle API del .NET Framework, include una API propria che non fa parte del .NET Framework.
.NET supporta quattro scenari multipiattaforma: applicazioni Web ASP.NET Core, app da riga di comando, librerie e applicazioni Universal Windows Platform.
A partire dalla versione 3.0 .NET supporta anche lo sviluppo di applicazioni con tecnologia Windows Forms e Windows Presentation Foundation.
Il framework supporta l'utilizzo di pacchetti NuGet, e a differenza del .NET Framework non utilizza Windows Update per aggiornarsi, bensì il suo Package Manager.

## Mascotte

dotnet-bot

La mascotte della comunità .NET è dotnet-bot.

## Versioni
.NET Core 1.0 è stato distribuito il 27 giugno 2016, insieme a Microsoft Visual Studio 2015 Update 3, che abilita lo sviluppo di applicazioni .NET Core. .NET Core 1.1 è stato distribuito il 16 novembre 2016, insieme a Microsoft Visual Studio 2017 15.0. A partire dal 7 marzo 2017 è partita la distribuzione dello strumento .NET Core Tools 1.0.
.NET Core 2.0 è stato distribuito il 14 agosto 2017, insieme a Microsoft Visual Studio 2017 15.3, ASP.NET Core 2.0, ed Entity Framework Core 2.0. .NET Core 2.1 è stato distribuito il 30 maggio 2018, insieme a Microsoft Visual Studio 2017 15.7. .NET Core 2.2 è stato distribuito il 4 dicembre 2018, insieme a Microsoft Visual Studio 2019 16.0.
.NET Core 3.0 è stato annunciato il 7 maggio 2018 durante Microsoft Build. È stato distribuito il 23 settembre 2019, insieme a Microsoft Visual Studio 2019 16.3. .NET Core 3.1 è stato distribuito il 3 dicembre 2019, insieme a Microsoft Visual Studio 2019 16.4.
.NET 5 è stata distribuita il 10 novembre 2020, insieme a Microsoft Visual Studio 2019 16.8, durante la .NET Conf 2020. Viene eliminata la denominazione CORE per indicare che questa e le future versioni rappresentano l'implementazione principale della piattaforma .NET pur non sostituendo le versioni dello stack .NET Framework 4.x ancora supportate.
.NET 6 è stata distribuita l'8 novembre 2021, insieme a Microsoft Visual Studio 2022 17.0. .NET 7 è stata distribuita l'8 novembre 2022, insieme a Microsoft Visual Studio 2022 17.4. .NET 8 è stata distribuita il 14 novembre 2023, insieme a Microsoft Visual Studio 2022 17.8. .NET 9 è stata distribuita il 12 novembre 2024, insieme a Microsoft Visual Studio 2022 17.12.
| Versione | Data di distribuzione    | Distribuito con                  | Ultimo agg.                   | Data ultimo agg. | Fine supporto            |
| --- | ------------------------ | -------------------------------- | ----------------------------- | ---------------- | ------------------------ |
| .NET Core 1.0 | 27 giugno 2016           | Visual Studio 2015 Update 3      | 1.0.16                        | 14 maggio 2019   | 27 giugno 2019           |
| .NET Core 1.1 | 16 novembre 2016         | Visual Studio 2017 Version 15.0  | 1.1.13                        | 14 maggio 2019   | 27 giugno 2019           |
| .NET Core 2.0 | 14 agosto 2017           | Visual Studio 2017 Version 15.3  | 2.0.9                         | 10 luglio 2018   | 1 ottobre 2018           |
| .NET Core 2.1 | 30 maggio 2018           | Visual Studio 2017 Version 15.7  | 2.1.30 (LTS)                  | 19 agosto 2021   | 21 agosto 2021           |
| .NET Core 2.2 | 4 dicembre 2018          | Visual Studio 2019 Version 16.0  | 2.2.8                         | 19 novembre 2019 | 23 dicembre 2019         |
| .NET Core 3.0 | 23 settembre 2019        | Visual Studio 2019 Version 16.3  | 3.0.3                         | 18 febbraio 2020 | 3 marzo 2020             |
| .NET Core 3.1 | 3 dicembre 2019          | Visual Studio 2019 Version 16.4  | 3.1.32 (LTS)                  | 13 dicembre 2022 | 13 dicembre 2022         |
| .NET 5 | 10 novembre 2020         | Visual Studio 2019 Version 16.8  | 5.0.17                        | 10 maggio 2022   | 10 maggio 2022           |
| .NET 6 | 8 novembre 2021          | Visual Studio 2022 Version 17.0  | 6.0.36 (LTS)                  | 12 novembre 2024 | 12 novembre 2024         |
| .NET 7 | 8 novembre 2022          | Visual Studio 2022 Version 17.4  | 7.0.19                        | 14 maggio 2024   | 14 maggio 2024           |
| .NET 8 | 14 novembre 2023         | Visual Studio 2022 Version 17.8  | 8.0.18 (LTS)                  | 8 luglio 2025    | 10 novembre 2026         |
| .NET 9 | 12 novembre 2024         | Visual Studio 2022 Version 17.12 | 9.0.7                         | 8 luglio 2025    | 12 maggio 2026           |
| .NET 10 | novembre 2025 (previsto) |                                  | 10.0.0-preview.6 (futura LTS) | 15 luglio 2025   | novembre 2028 (previsto) |
| .NET 11 | novembre 2026 (previsto) |                                  |                               |                  | maggio 2028 (previsto)   |
| Legenda:Vecchia versioneVersione precedente ancora supportataVersione correnteUltima versione di anteprimaVersione futura |                          |                                  |                               |                  |                          |